# Digitale à grandes fleurs
Digitalis grandiflora
Espèce
Classification APG III (2009)
La digitale à grandes fleurs (Digitalis grandiflora) est une espèce de plante herbacée vivace ou bisannuelle de la famille des Plantaginacées (anciennement, des Scrofulariacées).
Synonymes non acceptés d'après ITIS
- Digitalis ambigua Murray
- Digitalis orientalis Mill.

## Description
La tige simple porte de nombreuses feuilles glabres dessus, velues au bord et sous les nervures, les inférieures rétrécies en pétiole, les supérieures sessiles. Les fleurs ont la corolle en tube, elles sont jaunes, tachées de brun à l'intérieur. Ces dernières sont toutes orientées d'un même côté de la tige. Hauteur : 0,4 à 1 m. Floraison : juin à août. Comme les autres digitales, cette plante est toxique et contient de la digitaline.

## Habitat
En France, on peut rencontrer cette plante dans les Ardennes, les Vosges, le Jura, les Alpes, la bordure orientale du Massif central et les Pyrénées. La digitale à grandes fleurs se rencontre à l’étage montagnard, sur le bord des chemins, dans les bois clairs, les rocailles ou les prairies. Altitude : 400 à 2 000 m.

## Statut
Cette espèce est protégée dans les régions Auvergne, Bourgogne et Champagne-Ardenne (Article 1).

## Toxicité
Les digitales synthétisent des molécules aux propriétés cardiotoniques. Les plantes de cette famille sont d’ailleurs utilisées en industrie pharmaceutique pour le traitement d'insuffisance cardiaque. A noter que ces mêmes molécules peuvent avoir des effets néfastes sur une personne en bonne santé.